# Ralph Kirby
Conyers Kirby, alias Ralph Kirby, né le 1er avril 1884 à Birmingham en Angleterre et mort le 9 avril 1946 dans le Middlesex, est un footballeur et un entraîneur anglais du début du XXe siècle.

## Carrière
Athlète particulièrement rapide, Kirby découvre le football au Royal Army Medical Corps et s'installe au poste d'ailier droit. En 1905, il rejoint Fulham en Southern Football League, puis Birmingham City l'année suivante où il fait une apparition en Football League. Il évolue par la suite à Blackpool, puis en non-league football (le football semi-professionnel anglais) à Worcester City, Kidderminster Harriers et Willenhall Pickwick.
Kirby arrête le football en 1918 et part en Espagne, où il devient arbitre et entraîneur du Club Esportiu Europa de Barcelone en 1922. Pour sa première saison, il mène son équipe à sa première victoire en Championnat de Catalogne, grâce à un dernier succès sur le FC Barcelone, quadruple champion en titre. Qualifiée à ce titre pour la coupe du Roi, l'équipe de Kirby ne s'incline qu'en finale face à l'Athletic Bilbao.
En décembre 1924, Kirby est finalement recruté par le Barça en remplacement de Jesza Poszony. En 1925, il remporte championnat de Catalogne et Coupe du Roi, mais ne parvient pas à se faire accepter par les joueurs. En juin 1925, au cours d'un match donné en hommage à l'Orféo catalan, les spectateurs du stade Les Corts sifflent l'hymne espagnol, la Marcha Real, en opposition à la dictature de Primo de Rivera installée depuis 1923. Les autorités ferment le stade pour une durée de six mois pour activités anti-espagnoles. En septembre 1925, il rejoint l'Athletic Bilbao et rentre finalement en Angleterre en mai 1926. 
Kirby revient quelques années plus tard à Barcelone pour reprendre place sur le banc du CE Europa qu'il dirige notamment lors de la saison 1930-1931 du championnat d'Espagne, conclue par la relégation du club.

## Palmarès
CE Europa
- Championnat de Catalogne : 1923

FC Barcelone
- Coupe du Roi : 1925
- Championnat de Catalogne : 1925